# زاك فيليبس (لاعب كرة قاعدة)
زاك فيليبس (بالإنجليزية: Zach Phillips)‏ هو لاعب كرة قاعدة أمريكي، ولد في 21 سبتمبر 1986 في ساكرامنتو في الولايات المتحدة.

## وصلات خارجية
- زاك فيليبس على موقع دوري كرة القاعدة الرئيسي (الإنجليزية)
- زاك فيليبس على موقع الدوري الياباني لكرة القاعدة (الإنجليزية)
- زاك فيليبس على موقعبيزبول رفرنس.كوم (الدوري الرئيسي) (الإنجليزية)
- زاك فيليبس على موقعبيزبول رفرنس.كوم (الدوري الثانوي) (الإنجليزية)
- زاك فيليبس على موقع إي إس بي إن.كوم (أم.أل.بي) (الإنجليزية)
- زاك فيليبس على موقع مشجعي الرسوم البيانية (الإنجليزية)